# 홍화연
홍화연(1998년 3월 20일~)는 대한민국의 배우이자 모델이다.

## 학력
- 안양남초등학교 (졸업)
- 대안여자중학교 (졸업)
- 경기외국어고등학교 영어학과 (졸업)
- 건국대학교 교육공학과 (학사)

## 출연작

### 드라마
- 2022년 tvN 《멘탈코치 제갈길》 - 김무영 역
- 2022년 콬TV  《너뿐이개》 - 현슬기 역
- 2023년  ENA  《보라! 데보라》 - 방우리 역
- 2025년 SBS 《보물섬》 - 여은남 역
- 2025년 ENA 《당신의 맛》 - 장영혜 역
- 2025년 TVING 《러닝메이트》 - 윤정희 역
- 2025년 Netflix 《자백의 대가》

### 뮤직 비디오
- 2020년 슈가볼 기대를 낮출게